# 1941 dans les parcs de loisirs
| Années des parcs de loisirs : 1938 - 1939 - 1940 - 1941 - 1942 - 1943 - 1944    |
| Décennies des parcs de loisirs : 1910 - 1920 - 1930 - 1940 - 1950 - 1960 - 1970 |

## Attractions

### Montagnes russes
| Nom         | Type/Modèle | Constructeur         | Parc                               | Pays       |
| ----------- | ----------- | -------------------- | ---------------------------------- | ---------- |
| Bobsled     | Bobsleigh   | John Norman Bartlett | Coney Island[précision nécessaire] | États-Unis |
| Thunderbolt | Bois        | Joseph Drambour      | Riverside Amusement Park           | États-Unis |

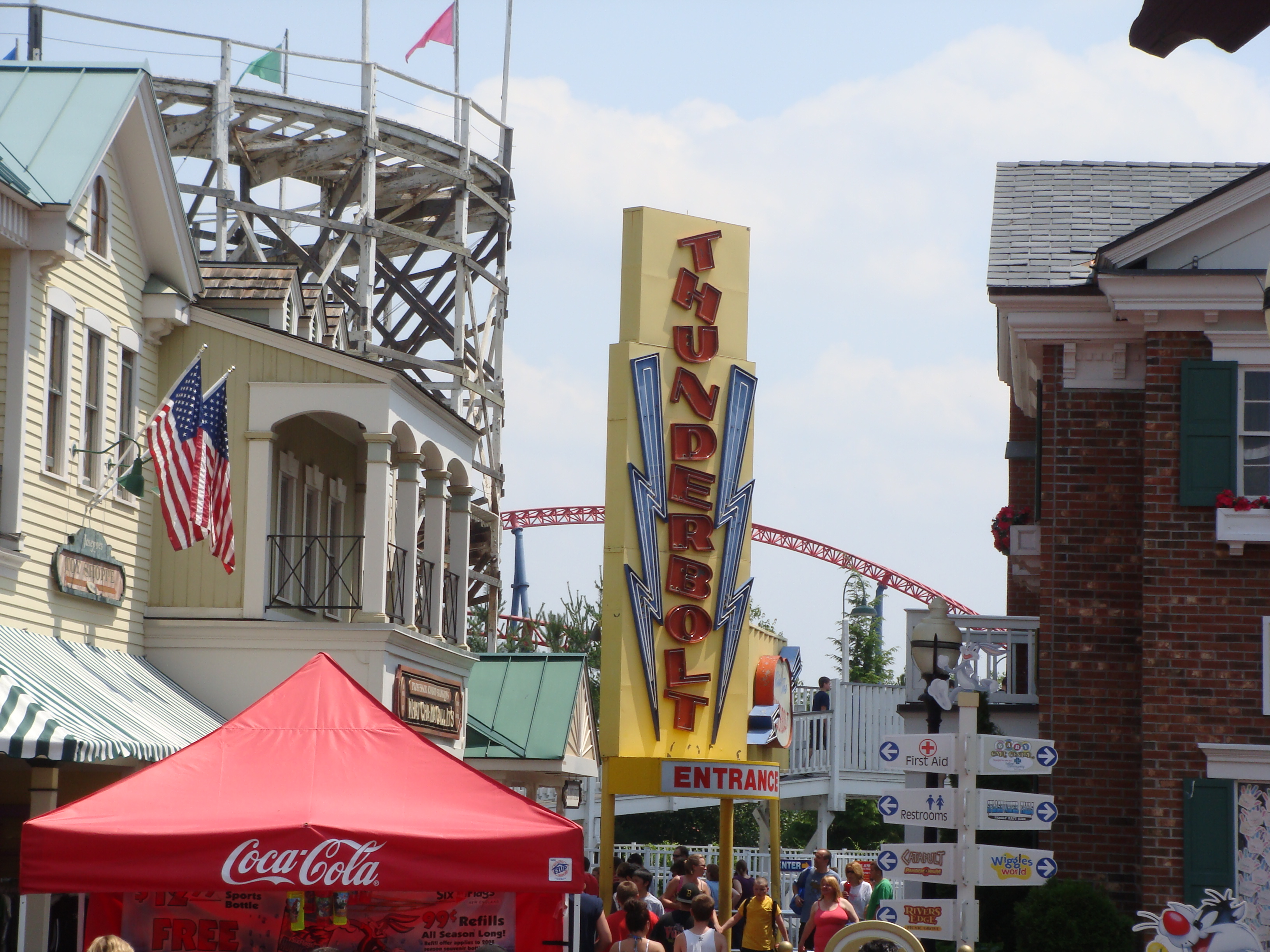
Thunderbolt à Riverside Amusement Park

### Autres attractions
| Nom            | Type/Modèle            | Constructeur | Parc              | Pays       |
| -------------- | ---------------------- | ------------ | ----------------- | ---------- |
| Parachute Jump | Tour de parachute (en) |              | Steeplechase Park | États-Unis |

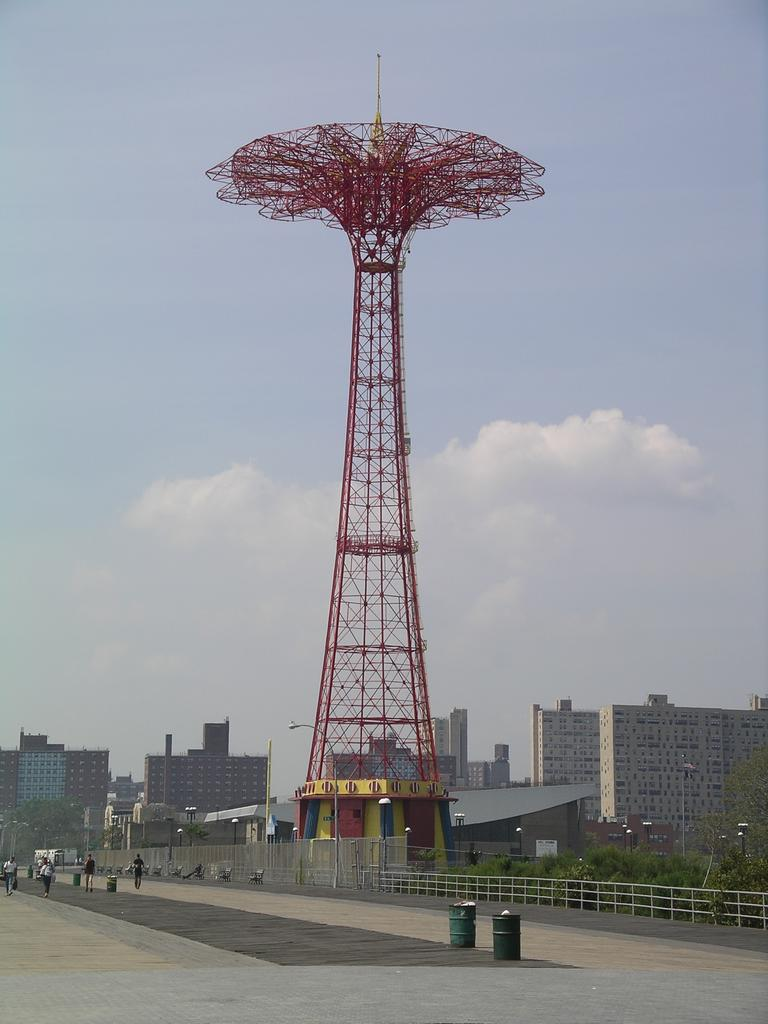
Parachute Jump à Steeplechase Park